# Brloh (Louny)
Brloh (německy Bierloch) je vesnice, část okresního města Louny, tvořící jeho exklávu. Nachází se asi pět kilometrů jihovýchodně od Loun. Brloh je také název katastrálního území o rozloze 2,94 km².

## Historie
První písemná zmínka o vesnici pochází z roku 1295.

## Obyvatelstvo
| Rok            | 1869 | 1880 | 1890 | 1900 | 1910 | 1921 | 1930 | 1950 | 1961 | 1970 | 1980 | 1991 | 2001 | 2011 | 2021 |
| -------------- | ---- | ---- | ---- | ---- | ---- | ---- | ---- | ---- | ---- | ---- | ---- | ---- | ---- | ---- | ---- |
| Počet obyvatel | 233  | 222  | 254  | 275  | 312  | 306  | 296  | 205  | 166  | 168  | 146  | 103  | 109  | 130  | 143  |
| Počet domů     | 35   | 36   | 39   | 43   | 48   | 58   | 68   | 74   | 61   | 61   | 57   | 64   | 68   | 70   | 72   |

## Pamětihodnosti
V jižní části vesnice stojí na hřbitově pozdně barokní kostel svatého Havla z roku 1763. K památkově chráněným objektům patří také zemědělský dvůr čp. 1 a Vernerův mlýn (čp. 26). Na severním okraji vesnice končí naučná stezka Smolnický potok z Chlumčan.

## Osobnosti
Ve vsi se narodil Václav Jan Kopřiva, zakladatel Cítolibské skladatelské školy.